# Оксюк Василь Пилипович
Василь Пилипович Оксюк (8 січня 1894 — † 8 січня 1945) — сотник Армії УНР.
Народився в с. Черемшанка Старовижівського району, тепер Волинській області. Напередодні Першої світової війни учителював. Навесні 1915 року Василя Оксюка, вчителя, було призвано до царського війська. У листопаді 1915 року був відряджений в 1-шу Петергофську школу прапорщиків.
Подальшу військову службу Оксюк проходив у 36-му Орловському полку. 1917 року командував ротою в чині поручника. Наприкінці грудня 1917 року 36-й Орловський полк під синьо-жовтим прапором повернувся з Молдавії в Кременчук. Полк входив до складу 9-ї дивізії Х корпусу, який вважався українізованим і підлягав наказам Центральної Ради.
У час правління гетьмана Павла Скоропадського 36-й Орловський полк був перейменований на 24-й Чигиринський і увійшов до складу армії Української держави, дислокувався у Звенигородці. Після антигетьманського перевороту Василь Оксюк командир сотні Чигиринського полку складі Армії УНР.
Захворів на тиф. Після одужання перебував на посаді сотенного господарчої частини 4-го Київського кінного полку 4-ї Київської дивізії УНР, генерал-хорунжого Юрка Тютюнника. Учасник Першого зимового походу (6 грудня 1919 — 6 травня 1920), у чині хорунжого. Після був підвищений до рангу сотника, а потім був інтернований польською владою в Олександрові-Куявському.
У листопаді 1921 року Василь Оксюк добровільно зголошується взяти участь в Другому зимовому поході. Обіймав посаду начальника штабу Подільської групи, якою командував підполковник Михайло Палій-Сидорянський. У результаті архівних пошуків вдалося натрапити на документ такого змісту:

«Атестація (ТАЄМНО) на начальника постачання 4-го Київського кінного полку сотника Оксюка Василя, відрядженого для праці до Штабу генерала Тютюнника. Чоловік з організаційними адміністраційними здібностями, гарними моральними і бойовими качествами, акуратно відносящимся до покладених на нього обов'язків, з національного боку вповні певний. Підполковник М. Палій-Сидорянський. 24/VII 1921».
(Центральний Державний історичний архів у Львові).

Іншою характеристикою було свідчення учасника бою пор. Дмитра Зоренка:

«в цьому бою сотник Пащенко виявив себе з найкращого боку… Майже всі командири сотень, що мали коней, кинули козаків, і тільки сотн. Пащенко та сотн. Оксюк залишилися на своїх місцях і щасливо вивели піхоту».

6 грудня 1921, Оксюк разом з Подільською групою перетнув совєтсько-польський кордон між Островом і Мілятином. У наступні роки жив у Старій Вижівці, одружився і збудував хату — донині цей будинок стоїть.
В листопаді 1940 року за підозрою в належності до ОУН, був заарештований органами НКВС і взятий під варту у в'язницю м. Луцька. 22 червня 1941 дивом вижив під час масових вбивств НКВД у в'язниці. Під час німецької окупації Оксюк займав посаду заступника коменданта міста Ковеля. Під час своєї роботи заступника коменданта врятував життя багатьох місцевих жителів і військовополонених від розстрілів. У грудні 1941 року В. Оксюк пішов зі своєї посади і повернувся до господарювання на селі.
12 травня 1944 року Оксюк В. П. був заарештований і 10 жовтня 1944 року засуджений ВТ військ НКВС Волинської області за ст.54-1а КК УРСР до вищої міри покарання — розстрілу з конфіскацією всього належного йому майна.
Вирок приведений до виконання 8 січня 1945 року.
Лист-відповідь голови Волинського обласного суду П. А. Люлька, який у листі-відповіді за № 44-к-112с від 17.05.93 р., адресованому Миколі Васильовичу Оксюку, синові В. Оксюка, повідомив таке:

"Повідомляю, що постановою президії Волинського обласного суду від 13 травня 1993 року визнано, що Оксюк Василь Пилипович, 1894 року народження, був засуджений за ст. 54-1а КК УРСР до вищої міри покарання — розстрілу обґрунтовано та реабілітації не підлягає ".